# Mercury Commuter
Mercury Commuter – samochód osobowy klasy pełnowymiarowej produkowany pod amerykańską marką Mercury w latach 1957 – 1962 i 1964 – 1968.

## Pierwsza generacja

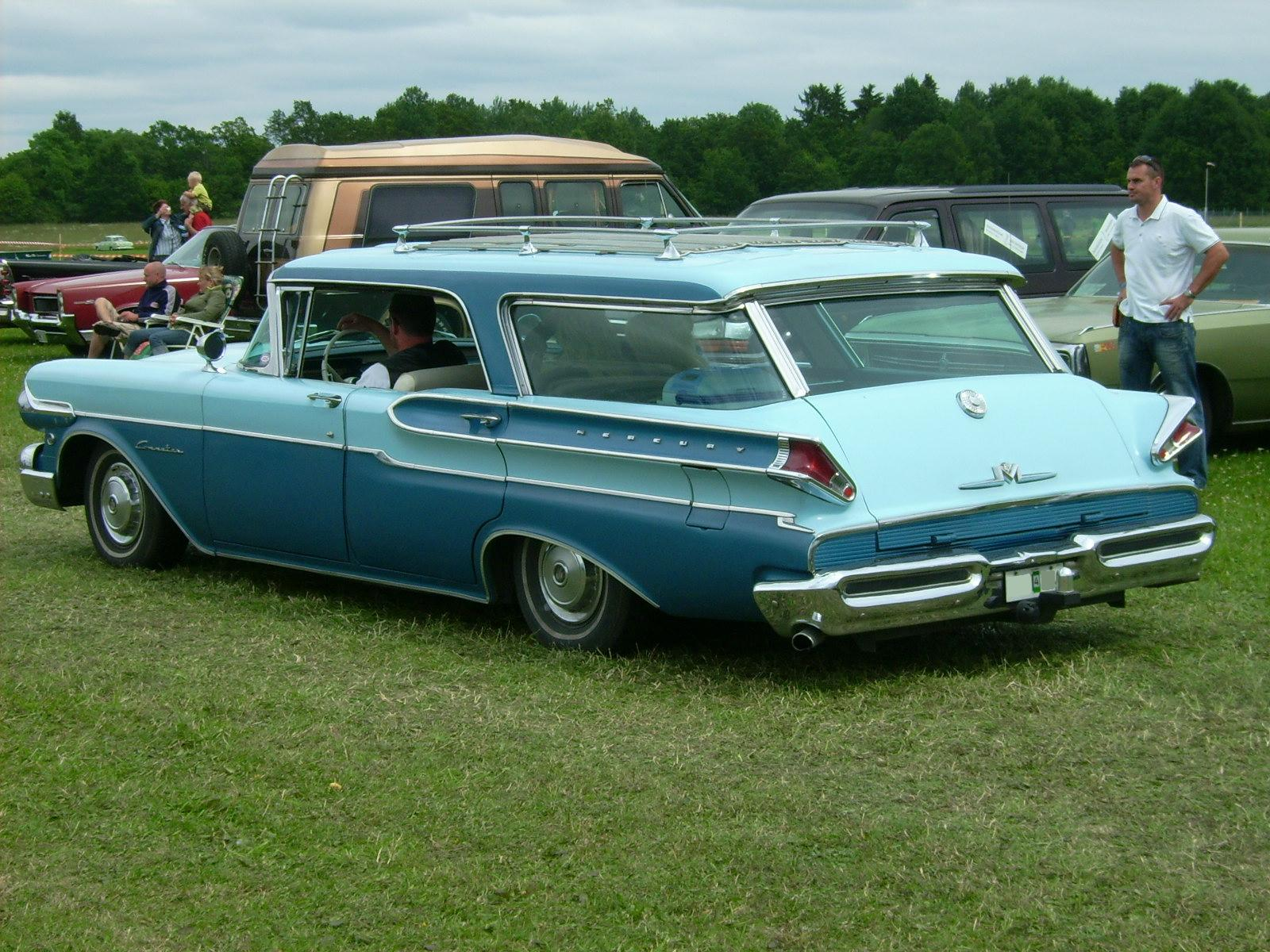
Mercury Commuter I - tył

Mercury Commuter I został zaprezentowany po raz pierwszy w 1957 roku.
Pierwsza generacja Mercury Commutera uzupełniła ofertę pełnowymiarowych modeli marki jako bliźniacza konstrukcja wobec sedana i coupe Turnpike Cruiser, a także kombi Voyager. Wobec tego drugiego modelu, Commuter I był tańszą alternatywą charakteryzującą się uboższym wyposażeniem i mniej urozmaiconą kolorystyką nadwozia, podobnie jak naniesionymi na nią ozdobnikami.

### Silnik
- V8 6.0l Y-block

## Druga generacja

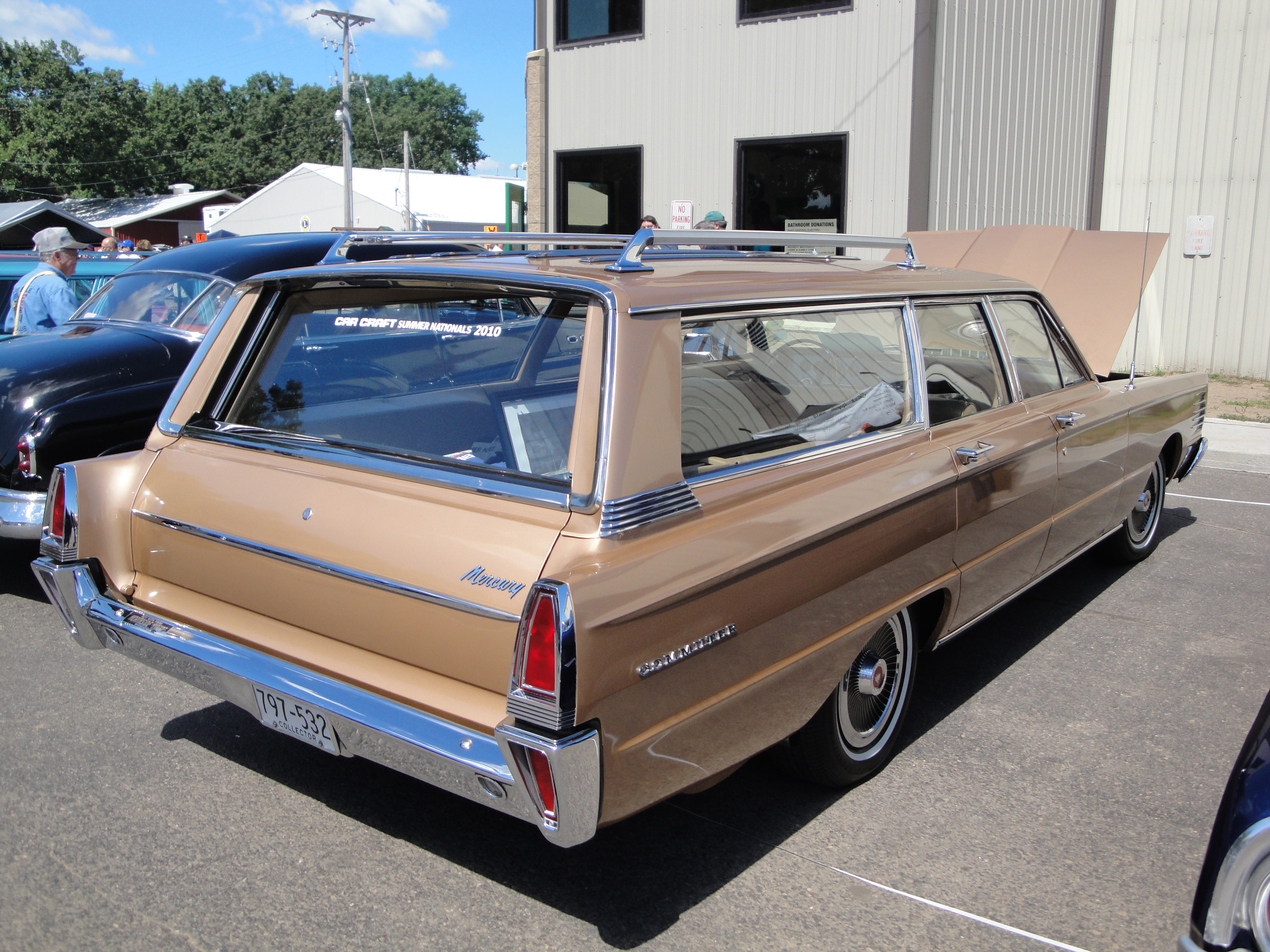
Mercury Commuter II - tył

Mercury Commuter II został zaprezentowany po raz pierwszy w 1964 roku.
Po nieco ponad rocznej przerwie, Mercury powróciło do produkcji Commutera, opierając go tym razem na bazie pełnowymiarowych limuzyn Marauder i Montclair. Samochód zyskał masywną, kanciastą sylwetkę charakteryzującą się wyraźnie zaznaczonymi błotnikami, a także prostokątną, chromowaną atrapą chłodnicy i podwójnymi, okrągłymi reflektorami.

### Silnik
- V8 6.0l Y-block